# Zura Karuhimbi
Zura Karuhimbi (* ca. 1925 – † 17. Dezember 2018) war eine Ruanderin, die 1994 während des Völkermordes in Ruanda verfolgte Menschen in ihrem Haus versteckte und mehr als 100 von ihnen vor dem Tod bewahrte. Sie gab sich den Hutu-Milizen gegenüber als Hexe aus und schreckte diese so davor ab, ihr Haus zu betreten. 2006 erhielt sie dafür die ruandische Auszeichnung Campaign Against Genocide Medal von Präsident Paul Kagame.

## Leben
Karuhimbi wurde als Tochter eines Hutu-Vaters und einer Tutsi-Mutter geboren und galt nach den lokalen Gepflogenheiten demnach selbst als Angehörige der Hutu. Ihr Geburtsdatum ist nicht gesichert; einige Quellen nennen das Jahr 1909, wahrscheinlicher ist jedoch das Jahr 1925, das auch in ihrem Ausweis stand.
Sie entstammte einer Familie traditioneller Heiler in ihrem Heimatdorf Musamo im Ruhango-Distrikt, der sich etwa eine Autostunde von der Hauptstadt Kigali befindet. Karuhimbi ging nie zur Schule und blieb ihr Leben lang Analphabetin, wurde jedoch in den über viele Generationen mündlich weitergegebenen traditionellen Heilmethoden ausgebildet, die größtenteils aus Tinkturen, Salben und Heilkräutern bestehen. Dieses Wissen und ihren Ruf, magische Kräfte zu besitzen, nutzte sie während des Genozids, um Menschenleben zu retten.
Schon während der Ruandischen Revolution 1959 erlebte sie Gewalttaten der Hutu gegenüber der Minderheit der Tutsi mit. Sie berichtete später, damals einer Tutsi-Mutter geraten zu haben, ihren zweijährigen Sohn auf dem Rücken zu tragen und ihm Perlen in die Haare zu flechten, damit er für ein Mädchen gehalten und verschont werden würde. Dieser Junge soll der spätere Präsident Paul Kagame gewesen sein.

### Während des Völkermords

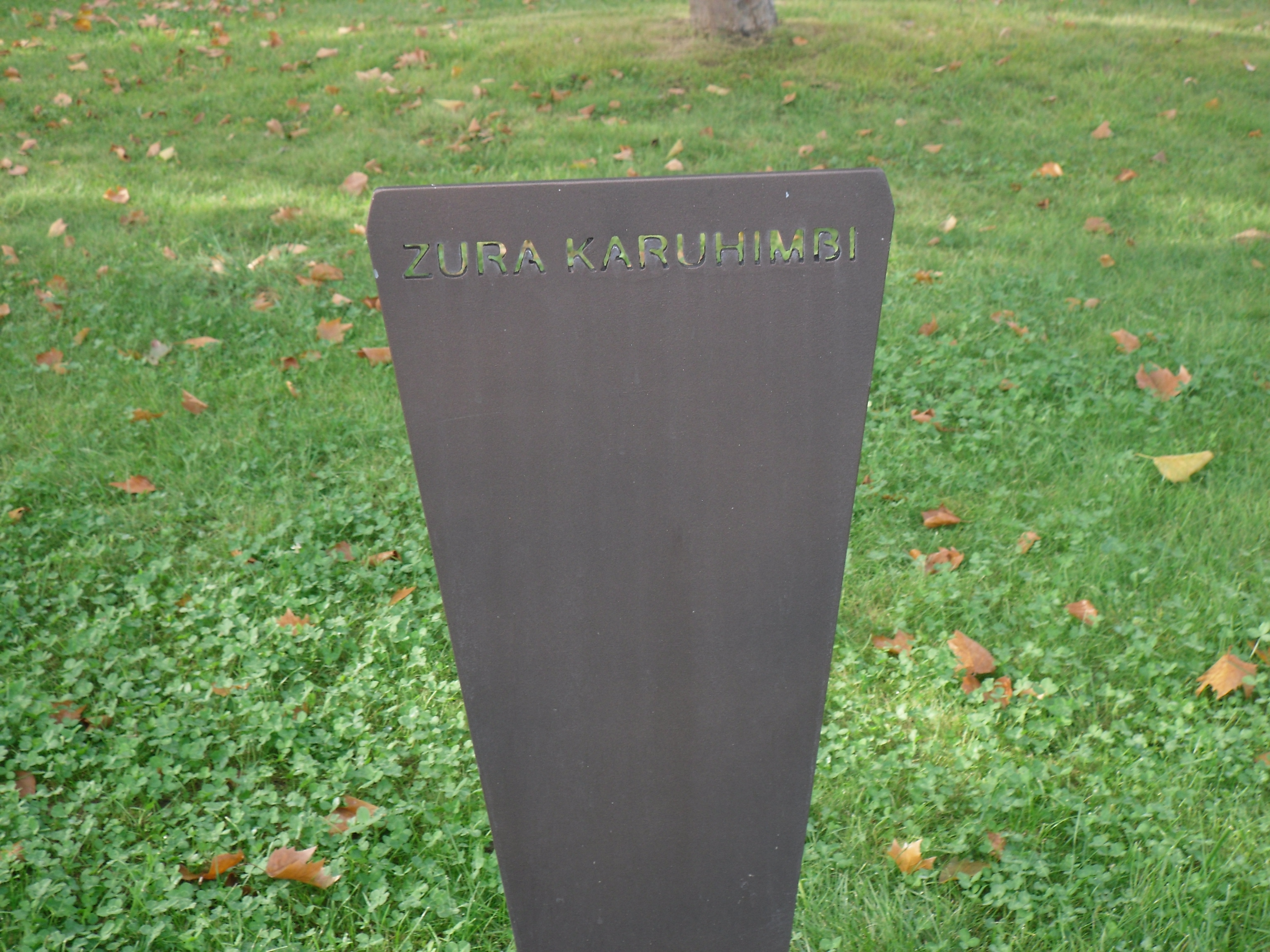
Stele zu Ehren von Zura Karuhimbi im Giardino dei Giusti del Mondo in Padua

Als der Völkermord in Ruanda 1994 begann, war Karuhimbi eine fast siebzigjährige Witwe und lebte in Gitarama, der zweitgrößten Stadt des Landes, wo die Morde ein besonders drastisches Ausmaß annahmen. Im Verlauf des Genozids wurden mehr als 800.000 Menschen in ganz Ruanda getötet.
Karuhimbi rettete in dieser Zeit etwa einhundert Menschen das Leben, indem sie sie vor den marodierenden Hutu-Milizen versteckte, darunter Babys, die sie in den Armen ihrer toten Mütter gefunden hatte. Bemerkenswert ist daran vor allem, dass sie ihre eigene Identität als Hutu nicht nutzte, um sich selbst zu schützen, sondern sich stattdessen in Gefahr begab, um anderen zu helfen.
Unter den Geretteten befanden sich nicht nur Tutsi, sondern auch Hutus, die sich weigerten, sich an den Morden zu beteiligen, sowie Pygmäen vom Volk der Batwa aus dem benachbarten Burundi und drei Europäer.
Karuhimbi versteckte die Fliehenden nach verschiedenen Berichten in ihrem nur aus zwei Räumen bestehenden Haus, in einem Loch, das sie in ihrem Feld gegraben hatte, und sogar in den Bäumen auf ihrem Grundstück.
Um die Milizen davon abzuhalten, ihr Grundstück zu betreten, gab Karuhimbi vor, von bösen Geistern besessen zu sein und nährte den Glauben daran, sie sei nicht nur eine Heilerin, sondern eine Hexe. Dazu wendete sie verschiedene Strategien an. Karuhimbi behauptete, ihr Haus sei von bösen Geistern bewohnt, die freigelassen den Zorn Gottes auf alle bringen würden, die es wagen sollten, es zu betreten. Um diesen Eindruck zu untermalen, schüttelte sie ihre mit Armbändern behangenen Arme, die laute Geräusche machten und den Leuten Angst einjagten. Dann drohte sie damit, dass jeder, der in ihrem Haus einen Flüchtling töte, “digging their own graves” (deutsch: „sein eigenes Grab graben“) würde. Bei anderer Gelegenheit malte sie sich selbst an und schmierte ihr Haus mit einem Kraut ein, das bei Berührung brennenden Ausschlag verursacht, um die Milizen zu verschrecken, die darauf bestanden hatten, ihr Haus zu durchsuchen. Die Hutu versuchten auch Karuhimbi nun stattdessen zu bestechen, worauf sie jedoch nicht einging.
Alle, die von Karuhimbi versteckt wurden, überlebten den Völkermord.

### Nach dem Völkermord
Karuhimbi lebte bis zu ihrem Tod weiter in dem Haus, in dem sie Menschen versteckt und gerettet hatte. Da sie sich während des Völkermordes nicht nur als Retterin betätigt hatte, sondern auch Zeugin von Ermordungen an einer Straßensperre vor ihrem Haus geworden war und die Mörder kannte, lebte sie jedoch in ständiger Gefahr, Opfer eines sogenannten reprisal killings zu werden. Dabei handelt es sich gezielte Ermordungen von Überlebenden und Zeugen des Genozids, die eine Anzeige vor dem gacaca-Tribunal machen könnten, das in Ruanda für die Verurteilung von Kriegsverbrechern zuständig ist. So wurde etwa einmal ihr Haus angezündet. Über ihr Wissen, wer die Mörder sind, sagte sie selbst:

„Ja, ich kenne sie und sie wissen das, doch ich bin nicht willens, sie zu denunzieren und das wissen sie nicht. Ich glaube, dass Gott jedem eine Aufgabe gegeben hat und meine war es Menschen zu retten, nicht sie zu verurteilen. Doch die Mörder […] sie haben keinen Seelenfrieden wegen dem, was sie getan haben und jedes Mal, wenn sie mich sehen, werden sie daran erinnert.“

Karuhimbi starb 2018 in Armut und von einer Nichte versorgt in ihrem Zuhause.

## Würdigungen

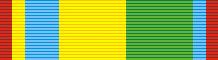
Band der Ribbon of the Campaign Against Genocide Medaille

Karuhimbi verweigerte jegliche Bezahlung für ihre mutigen Taten. Im Jahr 2006 wurde sie mit der ruandische Medaille Campaign Against Genocide Medal von Präsident Paul Kagame geehrt, die sie anschließend stolz trug und nie ablegte.
Zu ihren Ehren wurde außerdem im Giardino dei Giusti del Mondo in Padua eine Stele errichtet und im Giardino dei Giusti (Garten der Gerechten) im Mailänder Stadtpark Monte Stella ein Baum gepflanzt, eine Zeremonie, bei der sie selbst anwesend sein konnte.

„All die Auszeichnungen, die sie mir gegeben haben und die ich immer noch erhalte, bedeuten dies für mich: die Erinnerung weiterzugeben und über das, was geschah, weiterzureden, [und] anzuerkennen, dass Gutes getan werden kann, wenn überall Böses ist.“

Im Jahr 2010 gab es zudem Bestrebungen durch eine italienische Organisation, Karuhimbi für den Friedensnobelpreis zu nominieren, die jedoch nicht zum Erfolg führten.